# Acantholippia riojana
Acantholippia riojana là một loài thực vật có hoa trong họ Cỏ roi ngựa. Loài này được Hieron. ex Moldenke mô tả khoa học đầu tiên năm 1949.